# 10169 Оґасавара
10169 Оґасавара (10169 Ogasawara) — астероїд головного поясу, відкритий 21 лютого 1995 року.
Тіссеранів параметр щодо Юпітера — 3,265.
Названо на честь Оґасавара (яп. おがさわら(小笠原) оґасавара)